# Psicología de la cultura
Se denomina psicología de la cultura al estudio de cómo las tendencias psicológicas y del comportamiento se encuentran enraizadas e inmersas en la cultura. El principal postulado de la psicología de la cultura es que la mente y la cultura son inseparables y mutuamente constitutivas, lo que significa que las personas son modeladas por su cultura y su cultura, a su vez, es también modelada por ellos. Tal como indica Richard Shweder, uno de los más firmes defensores de este campo, "la psicología de la cultura es el estudio de la forma en que las tradiciones culturales y las prácticas sociales regulan, expresan y transforman la psiquis humana, lo que resulta en una menor unidad de la psiquis humana y en mayores divergencias étnicas de la mente, el ser, y las emociones."

## Relaciones con otras ramas de la psicología
A menudo se confunde la psicología de la cultura con la psicología intercultural. Sin embargo, la psicología de la cultura se diferencia de la psicología intercultural en cuanto a que los psicólogos interculturales por lo general utilizan la cultura como un medio de probar la universalidad de los procesos psicológicos en vez de determinar cómo las prácticas culturales locales modelan los procesos psicológicos. Por lo que, mientras que un psicólogo intercultural se puede preguntar si las etapas de desarrollo de Jean Piaget son universales a través de las diversas culturas, un psicólogo de la cultura se interesará por saber cómo es que las prácticas sociales de un conjunto específico de culturas modelan de diferentes maneras el desarrollo de los procesos cognitivos.
Las investigaciones en psicología de la cultura proveen información a varios otros campos dentro de la psicología, incluidos la psicología social, la psicología histórico-cultural, la psicología del desarrollo, y la psicología cognitiva. Sin embargo, la perspectiva relativa de la psicología de la cultura, mediante la cual los psicólogos de la cultura comparan patrones y comportamientos dentro y a través de culturas, suele chocar con las perspectivas universales comunes a la mayoría de los campos de la psicología, que buscan determinar verdades psicológicas fundamentales que son consistentes en toda la humanidad.

## Importancia

### Necesidad de expandir las investigaciones culturales
Según Richard Shweder, ha habido una falla en replicar los hallazgos de laboratorio de la psicología occidental en entornos no occidentales.
Por lo tanto, uno de los principales objetivos de la psicología de la cultura es conseguir que numerosas y variadas culturas contribuyan a las teorías psicológicas básicas para corregir dichas teorías de forma tal que las mismas se tornen más apropiadas para predecir, describir, y explicar todos los comportamientos humanos, no solo los comportamientos de los seres humanos occidentales. Este objetivo es compartido por numerosos estudiosos que promueven un enfoque mediante psicología autóctona. En un intento de mostrar los intereses interrelacionados de la psicología cultural y autóctona, el psicólogo de la cultura Pradeep Chakkarath enfatiza la idea que la vertiente principal de la psicología internacional, tal como ha sido exportada a la gran mayoría de las regiones del mundo por occidente, es solo una de las numerosas psicologías autóctonas y que por lo tanto puede que no incorpore un conocimiento intercultural suficiente como para afirmar, como frecuentemente se hace, que sus teorías tienen validez universal.
El acrónimo (en idioma inglés) W.E.I.R.D. (en inglés: raro) describe aquellas poblaciones que son Occidentales, Educadas, Industrializadas, Ricas y Democráticas (Western, Educated, Industrialized, Rich, and Democratic). A la fecha se considera que las poblaciones, W.E.I.R.D. han estado consideradas en exceso en las investigaciones sobre psicología. Las conclusiones alcanzadas mediante investigaciones en psicología utilizando en gran medida poblaciones de tipo W.E.I.R.D. a menudo son etiquetadas como teorías universales que se aplican en forma inexacta a otras culturas.
Investigaciones recientes indican que las culturas se diferencian en numerosas áreas, tales como razonamiento lógico y valores sociales. Cada vez es más difícil ignorar la evidencia que indica que los procesos básicos cognitivos y motivacionales varían de una población a otra. Por ejemplo, muchos estudios indican que los estadounidenses, canadienses y europeos occidentales dependen de estrategias de razonamiento analíticas, en las que se separa a los objetos de sus contextos para explicar y predecir el comportamiento. Los psicólogos sociales se refieren al "error fundamental de atribución" o la tendencia para explicar el comportamiento de las personas en función de características internas, inherentes a la personalidad, en vez de consideraciones externas o situacionales (por ejemplo, atribuir la ocurrencia de un comportamiento enojado a una personalidad susceptible). Sin embargo, fuera de las culturas W.E.I.R.D., este fenómeno es menos prominente, ya que muchas poblaciones no-W.E.I.R.D. tienden a poner más atención al contexto en el cual ocurre el comportamiento. Los asiáticos tienden a razonar en forma holística, por ejemplo al considerar el comportamiento de las personas considerando su situación; el enojo de alguien puede deberse simplemente a que tiene un mal día. Pero numerosas teorías largamente aceptadas sobre cómo piensan los humanos se basan en la preeminencia del pensamiento analítico.
Al estudiar únicamente poblaciones W.E.I.R.D. los psicólogos no han tenido en cuenta la amplia diversidad existente en la población global. Aplicar los hallazgos deducidos a partir de poblaciones W.E.I.R.D. a otras poblaciones puede llevar a prever consecuencias erróneas a partir de las teorías psicológicas y puede complicar la habilidad de los psicólogos para aislar características culturales fundamentales.

## Críticas

### Estereotipos
Uno de los temas más importantes debatidos a finales del siglo XX ha sido las diferencias culturales entre las personas del este de Asia y los norteamericanos en cuanto a la atención, percepción, cognición, y fenómenos psicológicos sociales tales como el del self. Algunos psicólogos, como por ejemplo Turiel, han indicado que esta investigación se basa en un estereotipo cultural. El psicólogo Per Gjerde afirma que la psicología de la cultura tiende a "generalizar el desarrollo humano entre las naciones y continentes" y a asignar características a una cultura, lo que promueve una indiferencia por la heterogeneidad y minimiza el rol del individuo. Gjerde sostiene que los individuos desarrollan múltiples perspectivas sobre su cultura, a veces actúan de acuerdo a su cultura sin compartir las creencias culturales, y a veces se oponen por completo a su cultura. El uso de estereotipos por lo tanto conduce a considerar a los individuos como productos homogéneos de la cultura.

### No es una ciencia natural
Según el punto de vista del cientificismo, solo los métodos de las ciencias naturales son aceptables (no los de las ciencias sociales), y la información que reportan las propias personas sobre sus circunstancias es un método fácil y económico de recolectar grandes cantidades de información. Sin embargo, según esta perspectiva cientificista, enfatizar en exceso las comparaciones de actitudes y valores interculturales autoinformados puede conducir a información relativamente inestable y falaz.

## Métodos
El psicólogo de la cultura Richard Shweder sostiene que psiquis y cultura se construyen mutuamente y son inseparables. El fracaso a la hora de replicar muchos hallazgos relativos a la conducta humana en otras regiones del mundo sustentó la idea de que mente y entorno son interdependientes, y difieren a lo largo del planeta. Algunas críticas indican que el uso de autoinformes puede ser un método relativamente poco fiable, y podría llevar a errores especialmente si se aplica en contextos culturales distintos. A pesar de que el autoinforme es un recurso valioso a la hora de obtener datos masivos, no es la única herramienta disponible.
De hecho, los psicólogos de la cultura han utilizado múltiples mediciones y recursos que no difieren de los empleados en otras investigaciones científicas —observación, experimentación, análisis de datos, etc—. Por ejemplo, Nisbett y Cohen (1996) investigaron la relación entre el ambiente histórico-cultural y las diferencias regionales respecto a las agresiones en los Estados Unidos. En este estudio, los investigadores diseñaron un experimento de laboratorio para observar las agresiones de los sujetos participantes, y se analizaron los índices de criminalidad y las estadísticas demográficas. Los resultados de los experimentos validaron las teorías referentes a la cultura del honor, que sostienen que la agresión es un mecanismo de defensa que tiene sus raíces en la cultura de origen ganadero de la mayor parte de la población sureña. En observaciones de laboratorio, Heine y sus colegas encontraron que los estudiantes japoneses emplean más tiempo que los americanos en tareas en las que previamente se desempeñaron de forma mediocre, y el hallazgo muestra un afán de autosuperación a menudo observable en individuos asiáticos que consideran que el fracaso puede transformarse en éxito mediante el esfuerzo personal. Respecto al estilo cognitivo, los chinos tienden a visualizar holísticamente a la hora de percibir las imágenes en comparación a los americanos.
Diversos análisis estadísticos cuantitativos de los productos culturales han revelado que los medios de comunicación promueven las actitudes individualistas en mayor medida en los países occidentales que en los situados en el Este de Asia. Estos datos estadísticos son objetivos porque no requieren que la gente rellene cuestionarios sino que, en su lugar, los psicólogos recogen mediciones físicas para acumular datos referentes a los productos culturales, tales como dibujos y fotografías. Los datos estadísticos también pueden provenir de registros oficiales; por ejemplo, Chiao y Blizinsky (2010) encontraron que las culturas muy colectivistas presentan una menor prevalencia de trastornos del ánimo/ansiedad según un estudio llevado a cabo en veintinueve países. Además de los datos experimentales y estadísticos, distintas evidencias obtenidas a través de estudios con neuroimagen también han contribuido a reforzar la validez de las investigaciones en el campo de la psicología de la cultura. Por ejemplo, cuando se pensaba en la madre, la región cerebral relacionada con el autoconcepto mostraba una activación significativa en individuos chinos, mientras que no se observaba activación alguna en los sujetos occidentales.

## Modelos culturales
"Una forma de organizar y entender nuestro entorno social es a través del uso de modelos culturales o mapas mentales moldeados culturalmente. Estos consisten en ideas y prácticas dependientes de cada cultura que son introducidas, validadas o establecidas en la vida cotidiana". Los psicólogos de la cultura desarrollan modelos con el fin de categorizar los fenómenos culturales.

### El ciclo cultural delas cuatro Ies
El modelo cultural de las cuatro Ies fue desarrollado por Hazel Rose Markus y Alana Conner en su libro Clash! 8 Cultural Conflicts That Make Us Who We Are. En él, se refieren a la naturaleza mutuamente constitutiva de la cultura y el individuo como un "ciclo cultural." El ciclo cultural consta de cuatro capas (Individuos, Interacciones, Instituciones, Ideas) de influencia cultural que permiten explicar la interacción entre el self y la cultura.

#### Individuos
La primera "I" se refiere a cómo el individuo se expresa y piensa sobre sí mismo. Diversos estudios muestran que, en los Estados Unidos, los individuos tienden a verse a sí mismos como "independientes", "iguales" e "individualistas". Los sujetos presentan características consistentes a lo largo del tiempo y las diferentes situaciones. Cuando se les pide que se describan a sí mismos, los norteamericanos utilizan adjetivos para describir su personalidad tales como "enérgico", "amigable" o "laborioso". En Japón, los estudios concluyen que los individuos tienden a verse más bien como "obligados para con la sociedad", "interdependientes" y "considerados". El self se adapta a cada situación. Los sujetos japoneses son más proclives, por tanto, a describirse a sí mismos en relación con los demás como "intento no molestar a nadie" o "soy un padre, un hijo y un hermano".

#### Interacciones
Las interacciones con otras personas y productos refuerzan las conductas culturales a diario. Las historias, canciones, arquitectura y anuncios son todos ellos formas de interacción que guían a los individuos dentro de una cultura para promover determinados valores y enseñarles cómo actuar. Por ejemplo, en Japón las señales que prohíben fumar enfatizan el impacto del humo sobre los demás con ilustraciones de su trayectoria sobre las personas de alrededor. En Estados Unidos, los signos de prohibición se centran en los actos de cada individuo mediante un simple "No fumar". Estos signos reflejan normas y valores culturales subyacentes, y cuando la gente los ve son apremiados a comportarse de acuerdo con esos principios culturales de orden superior.

#### Instituciones
La siguiente capa cultural está conformada por las instituciones en cuyo seno tienen lugar las interacciones cotidianas. Estas determinan y refuerzan las reglas sociales, incluyendo el armazón legal, gubernamental, económico, científico, filosófico y religioso. Las instituciones promueven ciertas prácticas y productos, mientras que disuaden de otros. En las guarderías japonesas, los niños aprenden valores culturales relevantes, tales como el trabajo en equipo, la armonía grupal y la cooperación. Durante la "celebración del mes de los cumpleaños", por ejemplo, cada clase festeja a todos los niños que cumplen años en ese mes. Esta práctica institucional acentúa la importancia del grupo sobre el individuo. En las guarderías norteamericanas, los niños toman conciencia de su valía personal al celebrar sus cumpleaños uno por uno, reforzando el valor que poseen en su cultura la originalidad y el individualismo. Las prácticas institucionales cotidianas, como las celebraciones de cumpleaños en clase, propagan ideas que son de importancia para una cultura.

#### Ideas
El ciclo final, que alberga el nivel más alto y abstracto de la idea, se centra en las grandes ideas que dan respuesta a las grandes cuestiones de la vida dentro de cada cultura, tales como "por qué estamos aquí", "de dónde venimos" o "a dónde vamos". La cultura que envuelve las ideas es lo que da solidez a las respuestas y permite una mayor comprensión de las propias creencias. Markus y Conner afirman en su libro que "a la hora de trazar el camino del self, tu código postal es tan importante como tu código genético". La cultura que subyace a una idea es tan importante como la idea en sí misma.

### Modelo de Whiting
John y Beatrice Whiting, junto con sus alumnos de doctorado de la Universidad de Harvard, desarrollaron el denominado "modelo de Whiting" de desarrollo infantil durante los años 70 y 80, enfocado en cómo la cultura influye sobre el desarrollo humano.
Los Whiting acuñaron la expresión "entorno de aprendizaje cultural" para describir el ambiente que influye sobre el niño durante su desarrollo.  Beatrice Whiting estableció que el contexto ambiental del niño estaba "caracterizado por una actividad en curso, un espacio definido físicamente, un grupo de personas específico, y normas de conducta". Este entorno se compone, a su vez, de múltiples estratos. El contexto geográfico del niño influye en la historia/antropología de su comunidad extendida. Esto se traduce en mecanismos de equilibrio (por ejemplo, características sociológicas) que conforman un entorno de aprendizaje cultural. Todos estos factores guían el comportamiento aprendido o sistemas de expresión que, progresivamente, van tomando la forma de religión, pensamiento mágico, rituales y ceremonias, arte, pasatiempos, juegos, o delincuencia.
Muchos investigadores se han acercado al modelo de Whiting, mientras que la influencia de este modelo sobre la psicología moderna y la antropología es clara. Según un artículo de Thomas Weisner publicado en el Journal of Cross-Cultural Psychology, "Todos estos acercamientos [más recientes] comparten un objetivo intelectual común: tomar la cultura y el contexto seriamente en consideración a la hora de llevar a cabo estudios acerca del desarrollo humano".

## Cultura y empatía

### Orientación cultural: colectivista e individualista
Una distinción fundamental a tener en cuenta cuando se habla de psicología y cultura es la diferencia que existe entre culturas individualistas y colectivistas. Las personas que provienen de culturas individualistas manifiestan por lo general una imagen de independencia de sí mismos; generalmente, se hace énfasis en los logros personales. Los miembros de las sociedades colectivistas centran más su atención en el grupo (imagen de interdependencia de sí mismos), interesándose normalmente por cosas que beneficiarán al grupo. Los estudios de campo han revelado diferencias en esta dirección respecto al autoconcepto cuando se comparan las culturas colectivistas con las individualistas: se ha demostrado que el error fundamental de atribución es más común en los Estados Unidos (individualismo) que en India (colectivistimo). Siguiendo en la misma línea, el sesgo de autoservicio también mostró ser más común entre los estadounidenses que entre los japoneses. Esto no significa que colectivismo e individualismo sean totalmente contrapuestos, sino que estas dos orientaciones culturales deben ser más bien entendidas como gamas dentro de un continuo. Cada representación está en uno de los extremos; sin embargo, algunos miembros de culturas individualistas pueden profesar valores colectivistas, mientras que algunos individuos colectivistas pueden profesar determinados valores individualistas. Los conceptos de colectivismo e individualismo dan una idea general de los valores en el seno de una cultura étnica específica, pero no deberían contraponerse entre sí.

## Centros de investigación
- Institute of Cultural Psychology and Qualitative Social Research (ikus)
- Institute of Psychology, Sigmund Freud University Vienna
- Laboratory of Comparative Human Cognition (LCHC)
- Culture and Cognition, University of Michigan
- Centro de Psicología de la cultura en la Universidad de Aalborg
- Centro Hans Kilian y Lotte Köhler para la Psicología de la cultura y antropología histórica (KKC)